# پروتئوس او-ایکس ۱۹
پروتئوس او-ایکس ۱۹ (انگلیسی: Proteus OX19) یکی از سویه‌های باکتری پروتئوس وُلگاریس است.
در سال ۱۹۱۵، آرتور فلیکس و ادموند وایل کشف کردند که پروتئوس او-ایکس ۱۹ به همان آنتی‌بادی‌های ایمنی انسان که علیه تیفوس ترشح می‌شوند، واکنش نشان می‌دهد و همین موضوع بعدها اساسِ ایجادِ «آزمایش آگلوتیناسیون آنتی‌بادی وایل-فلیکس» شد.
در طول جنگ جهانی دوم، یوجین لازوفسکی و دوست دوران دانشجویی‌اش استانیسواف ماتوله‌ویچ که در شهر کوچک رزوادوف در لهستان طبابت می‌کردند، متوجه شدند که از آنجایی که از سویهٔ او-ایکس ۱۹ پروتئوس ولگاریس برای ساخت «آزمایش آگلوتیناسیون آنتی‌بادی وایل-فلیکس» برای تیفوس استفاده شده، می‌توان با تلقیح ساکنان این شهر با پروتئوس مرده، بدون ایجاد هیچ‌گونه بیماری، یک نتیجهٔ مثبت کاذب در آزمایش پزشکی آنان ایجاد کرد. وقتی نمونه‌های خون مردم شهر برای آزمایش به مقامات آلمانی فرستاده شد، مقامات متقاعد شدند که همه‌گیری تیفوس در رُزوادوف بیداد می‌کند و در نتیجه آلمانی‌ها از این منطقه اجتناب کردند و هزاران لهستانی نجات یافتند.